# Гвишиани, Дмитрий Борисович
Дми́трий Бори́сович Гвишиа́ни (бел. Дзмітрый Барысавіч Гвішыяні; 5 ноября 1978, Брест — 1 сентября 1999, Минск) — курсант Военной академии Республики Беларусь. Награждён орденом «За личное мужество».

## Биография
Родился 5 ноября 1978 года в Бресте. Отец — Борис Григорьевич Гвишиани, мать — Марал Бойкхановна Гвишиани, дед — ветеран войны, уроженец Грузии Григорий Парновозович Гвишиани. 
В 1995 году окончил среднюю школу № 30 г. Бреста.
В 1996 году был призван в Вооружённые силы Республики Беларусь.
В 1997 году поступил в Военную академию Республики Беларусь.
28 августа 1999 года Дмитрий возвращался из дома в столицу. Ехал с друзьями-однокурсниками в пассажирском поезде № 660 Брест — Минск. Поздно вечером недалеко от Дрогичина тепловоз внезапно загорелся. Пассажирский поезд совершил экстренное торможение в 22.50 в районе станции «Липники». Курсанты не растерялись. Дмитрий Гвишиани и Роман Кунда, прихватив огнетушители, побежали тушить пожар, а Вадим Грицук и Виктор Чуманский старались остановить панику и помогали пассажирам выбираться из вагонов. Дмитрий пытался совладать с огнём, но в этот момент прогремел мощный взрыв — взорвались аккумуляторы, встроенные в нишу топливного бака тепловоза. Следом топливные баки тепловоза. Волна горящего топлива окатила Дмитрия Гвишиани, который ближе всех находился к локомотиву. Пострадавшего курсанта с сильнейшими ожогами на вертолёте срочно доставили в Минск в 432-й Главный военный клинический госпиталь.
От полученных ожогов в ночь с 31 августа на 1 сентября 1999 года Дмитрий Гвишиани скончался. 
За исключительную отвагу и личную храбрость, проявленные при спасении людей во время чрезвычайного происшествия, курсант Дмитрий Гвишиани был посмертно награждён орденом «За личное мужество».

## Награды
- Орден «За личное мужество» (посмертно).

## Память
- 31 августа 2004 года на территории Военной академии был торжественно открыт памятник Дмитрию Гвишиани.
- На основании постановления от 27 января 2006 года начальника Белорусской железной дороги Владимира Жерело и председателя Белорусского профессионального союза железнодорожников и транспортных строителей Олега Винника тепловоз ТЭП60-774 приписки локомотивного депо Минск назван «Курсант Дмитрий Гвишиани». 23 февраля 2006 года состоялся первый рейс именного локомотива. В 2012 году тепловоз имени Дмитрия Гвишиани передан в железнодорожный музей Бреста.
- Имя Д. Б. Гвишиани присвоено средней школе № 30 в Бресте[4], ул. Волгоградская, 42 (недалеко от Гребного канала). В школьном музее одна из экспозиций посвящена Дмитрию Гвишиани[5].
- Навечно зачислен в списки личного состава 1-го взвода 2-го курса общевойскового факультета Военной академии Республики Беларусь.
- В июле 2004 года около средней школы № 30 Бреста открыта Аллея имени Дмитрия Гвишиани[6].
- В 2007 году улица Свободы в микрорайоне Восточный города Минска переименована в улицу Курсанта Гвишиани. 30 июня 2017 года на одном из домов торжественно открыта мемориальная доска мужественному герою-курсанту[7].
- 5 ноября 2014 года в Бресте в микрорайоне Ковалево открыт памятный знак[8]. Мемориальная доска с барельефом, изготовленная скульптором Алексеем Павлючуком, установлена на стене здания средней школы № 30 имени Д.Б.Гвишиани. На ней высечен текст: "Средняя школа №30 г.Бреста названа в честь выпускника школы кавалера ордена "За личное мужество" Дмитрия Гвишиани".
- В 2021 году — чемпионат по армейскому рукопашному бою памяти Дмитрия Гвишиани в Военной академии[9].
- 4 ноября 2022 года около средней школы № 30 Бреста открыта табличка с QR-кодом, посвящённая Дмитрию Гвишиани[10]. Оцифрованы мемориальный знак и Аллея имени Дмитрия Борисовича Гвишиани.
- 4-5 ноября 2023 года — международный турнир по рукопашному бою памяти Дмитрия Гвишиани в Бресте[11][12].